# マイケル・ボーリー
マイケル・ボーリー（Michael Boley 1982年8月24日- ）はアラバマ州ガズデン出身の元アメリカンフットボール選手。NFLのアトランタ・ファルコンズ、ニューヨーク・ジャイアンツ、シンシナティ・ベンガルズに所属していた。現役時代のポジションはラインバッカー。

## 経歴

### プロ入りまで
高校時代は、ラインバッカー、ワイドレシーバー、ランニングバック、プレースキッカー、キックリターナーとしてプレーした。
南ミシシッピ大学に進学、2004年には125タックル、9サック、5ファンブルフォース、2インターセプトをあげて、バトカス賞、ベドナリク賞、ロット・トロフィーのファイナリストに残った。
大学通算で、423タックル、28.サックをあげて、カンファレンスUSAのファーストチームに3回選ばれた。

### アトランタ・ファルコンズ
2005年のNFLドラフト5巡でアトランタ・ファルコンズに指名された。シーズン中、エドガートン・ハートウェルがアキレス腱を断裂したことから先発ラインバッカーに昇格した。
2006年のアリゾナ・カージナルス戦では7タックル、1サック、1ファンブルフォース、1インターセプトの活躍を見せて32-10の勝利に貢献した。その翌週のニューオーリンズ・セインツ戦では13タックルをあげた。
2007年には109タックルをあげて、リーグの優れた若手ラインバッカーの1人と目されたが、2008年にマイク・スミスヘッドコーチが就任してからは、チーム戦術がブリッツを多用しないディフェンスに変わったことから出場機会を減らし、シーズン最後の4試合で先発から外された。シーズン終了後、フリーエージェントとなった。
ファルコンズでは4シーズンで、330タックル、6サック、5インターセプトをあげた。

### ニューヨーク・ジャイアンツ
2009年2月、ニューヨーク・ジャイアンツと5年2.500万ドルの契約を結んだ。同年第11週のニューヨーク・ジェッツ戦では3インターセプト、1TDをあげて、その週のNFC最優秀守備選手に選ばれた。
2010年10月25日のダラス・カウボーイズ戦の第2Q、トニー・ロモにハードヒット、ロモはこのプレーで左鎖骨を骨折し、負傷退場した。
2011年、9月のセントルイス・ラムズ戦でファンブルリターンTDをあげた後のタッチダウンセレブレーションは話題となった。この年、先発13試合を含む14試合に出場し、93タックル、1サック、3ファンブルリカバーをあげた。グリーンベイ・パッカーズとのディビジョナルプレーオフでは、アーロン・ロジャースを2度サック、1回は第4Qに第4ダウン残り5ヤードでの場面であった。ニューイングランド・ペイトリオッツとの第46回スーパーボウルではチームトップの10タックルをあげて勝利に貢献、スーパーボウルリングを手に入れた。
2012年、開幕戦から第3週まで3試合連続でインターセプトを記録した。第3週のタンパベイ・バッカニアーズ戦では試合終了間際、ジョシュ・フリーマンのパスをインターセプト。この年、92タックル、0.5サック、3インターセプトをあげたが、プロフットボールフォーカスによれば、彼のパスカバーのまずさからジャイアンツは相手に550ヤードを喪失したとされた。翌年2月5日、ジャイアンツから解雇された。その3日後、児童虐待で起訴されていたことが5月2日、明らかになった。性的虐待ではないことが報道されている。なお彼は2011年にも当時5歳になる息子に対する虐待を行っていた。
ジャイアンツでは先発50試合を含む57試合に出場し、315タックル、3.5サック、3インターセプト、2ファンブルフォース、5ファンブルリカバーをあげた。

### シンシナティ・ベンガルズ
2013年10月1日、シンシナティ・ベンガルズと契約を結んだ。